# Сарновичи
Са́рновичи (укр. Сарновичі) — село на Украине, основано в 1688 году, находится в Коростенской городской общине Житомирской области. Расположено на реке Олешня.
Код КОАТУУ — 1822385001. Население по переписи 2001 года составляет 383 человека. Почтовый индекс — 11525. Телефонный код — 41-42. Занимает площадь 2,412 км².